# Xevtxenko (Starodereviànkovskaia)
|  | Per a altres significats, vegeu «Xevtxenko». |

Xevtxenko - Шевченко (rus) - és un khútor del krai de Krasnodar, a Rússia. Es troba a la vora dreta del riu Txelbas, a 13 km a l'est de Kanevskaia i a 119 km al nord de Krasnodar. Pertany a l'stanitsa de Starodereviànkovskaia.